# Pavel Měrák
Pavel Měrák (* 21. srpna 1949) byl český a československý politik, po sametové revoluci poslanec Sněmovny národů Federálního shromáždění za KSČ, pak za KSČM.

## Biografie
Ve volbách roku 1990 zasedl do české části Sněmovny národů Federálního shromáždění (volební obvod Severomoravský kraj) za KSČ (KSČS), která v té době byla volným svazkem obou republikových komunistických stran. Po jejím postupném rozvolňování se rozpadla na samostatnou stranu na Slovensku a v českých zemích. V roce 1991 proto Měrák přešel do poslaneckého klubu KSČM. Mandát obhájil ve volbách roku 1992 za KSČM, respektive za koalici Levý blok, do níž KSČM přistoupila. Ve Federálním shromáždění setrval do zániku Československa v prosinci 1992.